# Rivera Alta
Rivera Alta es una localidad del municipio de Nacajuca ubicado en la subregión centro del estado mexicano de Tabasco.

## Geografía
La localidad de Rivera Alta se sitúa en las coordenadas geográficas 18°10′43″N 93°02′14″O / 18.178611, -93.037222, a una elevación de 9 metros sobre el nivel del mar.

## Demografía
Según el Conteo de Población y Vivienda 2020, efectuado por el Instituto Nacional de Estadística y Geografía, la localidad de Rivera Alta tiene 563 habitantes, de los cuales 271 son del sexo masculino y 292 del sexo femenino. Su tasa de fecundidad es de 1.77 hijos por mujer y tiene 153 viviendas particulares habitadas.
| Gráfica de evolución demográfica de Rivera Alta entre 1995 y 2020 |
|                                                                   |
| INEGI.                                                            |